# Nazym Kyzaibay
Nazym Kyzaibay (em cazaque:  Назым Абайқызы Қызайбай, Nazym Abaiqyzy Qyzaibai; Zhetigen, 14 de setembro de 1993) é uma pugilista cazaque.

## Carreira
Ela ganhou uma medalha de bronze no Campeonato Mundial de Boxe Feminino da AIBA de 2012. Em Qinhuangdao, Nazym perdeu para Xu Shiqi da China na partida semifinal. No Campeonato Mundial de Boxe Feminino da AIBA de 2014 em Jeju, ela derrotou Moreen Ajambo no primeiro round, Bak Cho-rong no segundo round, Steluţa Duţă nas quartas de final e Madoka Wada nas semifinais. Na final, ela derrotou Sarjubala Devi da Índia. No Campeonato Mundial Feminino de Boxe da AIBA de 2016 em Astana, Nazym conquistou a medalha de ouro, derrotando Angelika Grońska, Lise Sandebjer, Sarjubala Shamjetsabam, U Yong-gum e Wang Yuyan da China.
Nos Jogos Olímpicos de Verão de 2024, em Paris, conquistou a medalha de bronze na disputa de peso mosca (até 50 kg).